# Stickvapen
Stickvapen eller stötvapen är vapen avsedda i första hand för att sticka motståndaren med vapnets spets. En fördel med stickvapen är att ett stick går snabbare och man kan maskera bättre var man siktar än med ett hugg. Ett hugg måste uppnå en hög hastighet för att vara effektivt och därmed hinner motståndaren uppfatta var man har för avsikt att hugga.
En annan fördel med stickvapen är att man snabbare kan få tillbaka vapnet i gardposition efter ett misslyckat försök, ett långt svepande hugg som missar fortsätter på grund av rörelseenergin i vapnet och motståndaren hinner gå till motattack.
Vissa vapen, som svärd, värja och sabel, används både för stick och hugg. Värjan är dock i första hand ett stickvapen, medan sabel och svärd i första hand är huggvapen.
Exempel på stickvapen:
- Värja
- Florett
- Stilett
- Dolk
- Stickert
- Lans
- Sai